# Nomenclature botanique

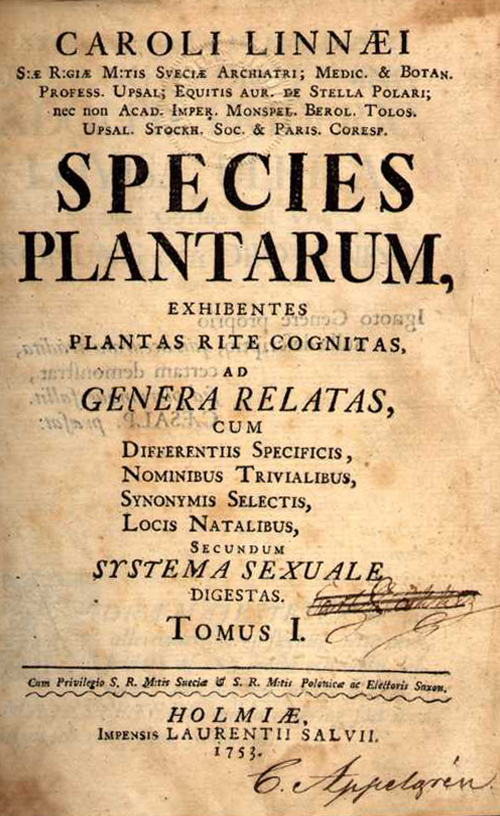
ouvrage de Carl von Linné Species Plantarum 1753.

La nomenclature botanique et mycologique est une discipline non scientifique de droit botanique qui a pour objet d'édicter les règles permettant de former les noms de taxons des organismes « considérés comme plantes », et de déterminer leur priorité relative lorsque plusieurs d'entre eux sont en concurrence.
Ces règles sont publiées dans un document mis à jour tous les six ans : le Code international de nomenclature botanique (CINB), qui est la traduction française (non officielle) de l'International Code of Botanical Nomenclature (ICBN). Le Code international de nomenclature botanique édicte les règles pour les plantes et les champignons sauvages ; la nomenclature des plantes horticoles et des champignons de culture est régie par le Code international de nomenclature des plantes cultivées (CINCP).

## Différences entre Nomenclature et Taxinomie
- est nomenclatural ce qui concerne le nom du taxon et relève donc du Code de Nomenclature : établissant la légitimité, priorité, validité et typification correcte des noms.
- est taxinomique ce qui a trait à l'information scientifique permettant de circonscrire un taxon.

N.B. Pour les définitions détaillées, voir Taxinomie, Systématique et Classification.

## Principes fondamentaux
Le nom correct (dit aussi nom prioritaire, ou nom retenu, ou encore, nom adopté), c'est-à-dire celui qui doit être effectivement employé pour un taxon de circonscription donné, est établi selon trois principes de base :
- unicité : un seul nom (ou un seul binôme/trinôme si le rang l'exige) est attribué à chaque taxon[5] ;
- priorité : c'est le nom légitime le plus ancien qui doit être utilisé, mais des dérogations à ce principe sont admises pour favoriser la stabilité nomenclaturale (faisant intervenir la notion d'usage courant,de sanctionnement, conservation et rejet) ; N.B. un nom ne peut postuler à la priorité que pour son propre rang. Un nom de variété, par exemple, ne bénéficie d'aucune priorité pour rechercher un nom correct d'espèce, et réciproquement[2].
- typification : un spécimen-type (pour les plantes, ou après 1958) ou un iconotype (mycologie avant 1958) doit être désigné. C'est un élément de référence attaché à un nom, le type d'un nom de taxon (et non pas le "type d'un taxon", ce qui n'aurait pas de sens).

En réalité, pour postuler à la priorité, un nom doit être légitime, mais pour être légitime, il doit d'abord être valide.
Validité et légitimité sont donc deux notions essentielles en nomenclature.

## Formation des noms de taxons

### Rang taxinomique
La classification classique propose une hiérarchie codifiée en 7 rangs principaux et 5 rangs secondaires, présentée, dans l'ordre décroissant, de la façon suivante :
Monde vivant : règne → embranchement, division ou phylum → classe → ordre → famille → tribu → genre → section → série → espèce → variété → forme

### Terminaisons latines indiquant le rang
Voir Rang (botanique)

#### Genre
Au-dessous du rang de genre, tous les noms de taxons sont appelés combinaisons.
- Entre genre et espèce (sous-genre, section, sous-section, série, sous-série, etc.), les combinaisons sont infragénériques et binominales: nom de genre, puis après indication du rang, une épithète infragénérique;

#### Épithète spécifique
- Au rang d'espèce, les combinaisons sont spécifiques et binominales ;

#### Rangs infraspécifiques
- Au-dessous de l'espèce les combinaisons sont infraspécifiques et trinominales.

Dans les cas de la botanique et de la mycologie cela se fait après l'indication du rang. Par exemple pour une variété : Brassica oleracea var. capitata.

### Synonymes
Un synonyme est un nom latin différent pour désigner un même taxon botanique ou mycologique. C'est-à-dire que tous les noms scientifiques désignant une même plante autres que le nom correct sont des synonymes.
On distingue deux catégories :
- Synonymes nomenclaturaux (ou homotypiques) : ces noms sont attachés au même type, ils seront toujours synonymes. On peut les noter à l'aide du symbole « ≡ » (triple signe égal), qui signifie « identique à ».
- Synonymes taxinomiques (ou hétérotypiques) : ces noms ont des types différents, ils peuvent donc être amenés à ne plus être synonymes si les types ne sont plus considérés comme appartenant au même taxon. On les note simplement à l'aide du symbole « = » (signe égal).

C'est ainsi que l'International Plant Names Index recense, en 2015, 1 065 235 noms d'espèces de plantes vasculaires alors que seules 391 000 ont été répertoriées, ce qui fait une moyenne de 2,7 synonymes par espèce.
N.B. Lorsqu’on cite un syn. tax., le lecteur devrait toujours savoir qui est l'auteur de la mise en synonymie, car elle résulte d'une interprétation individuelle qui, par principe peut toujours être remise en question.

### Autonymes
Les autonymes sont des noms qui s'appliquent exclusivement à des taxons issus de la division des genres (noms infragénériques) et des espèces (noms infraspécifiques). Ils sont créés automatiquement lors de la validation d'un nom infragénérique ou infraspécifique, au même rang que ce dernier. Ils n'ont donc pas besoin d'être eux-mêmes validés, ni même être mentionnés dans la publication.
Les autonymes ont le même type que le nom de genre ou respectivement d'espèce auxquels ils appartiennent. Leur épithète répète simplement le nom de genre ou d'espèce, sans nom d'auteur. 
Exemples d'autonymes, en mycologie :
- Tricholoma (Fr.) Staude sect. Tricholoma
- Tricholoma sulfureum (Bull. : Fr.) P. Kumm. var sulfureum
Autre exemple, en botanique :  
- la publication de Salix tristis var. microphylla Andersson en 1858 a créé l’autonyme
S. tristis Aiton (1789) var. tristis. Cet autonyme date également de 1858 et n'a pas de nom d'auteur. Son type est celui de l'espèce.
Source d'erreurs : la règle ne s'applique pas aux subdivisions autres que celles qui incluent le type du genre ou de l'espèce concernée.
Enfin, il faut savoir que les autonymes sont prioritaires sur leurs concurrents potentiels.

### Légitimité et illégitimité

#### Homonymes (noms «préoccupés»)
- Dans un même genre, deux espèces ne peuvent porter le même nom. En cas d'homonymie, seul le nom le plus ancien est valide.
Si un transfert d'espèce dans un autre genre conduit à une homonymie, l'espèce doit être renommée. Par exemple, l'espèce bien connue Valotta speciosa a changé de nom pour C. elatus lorsqu'elle a été transférée dans Cyrtanthus qui contenait déjà une espèce nommée speciosus.
- Une épithète utilisée dans un genre peut être également utilisée dans d'autres genres. Ainsi des espèces de plusieurs genres sont nommées sans problème vulgaris, alpestris, sylvestris ou edulis...
- Dans un même règne (végétal, animal), deux genres ne peuvent porter le même nom.
- Un nom de genre utilisé dans un règne peut également être utilisé dans un autre. Ainsi des plantes et des animaux portent un même nom latin valide. Gomphus est ainsi un genre de champignon et de libellule.
NB : les champignons étant régis par le code de nomenclature botanique, un nom de genre de champignon ne peut être porté aussi par un autre "végétal au sens large" et vice-versa.

## Typification
Pour holotype, isotype, lectotype, néotype, etc., voir la page type (biologie).

## Imputation et attribution «ex» et «in»
Incluant noms nouveaux, transferts et sanctionnement

## Mise à disposition électronique?
Pour éviter les confusions à la suite de la circulation de versions anciennes ou incomplètes, ou modifiées par erreur... le code de la nomenclature botanique et la publication valide de nouveautés taxinomiques ne sont pas aujourd'hui acceptées dans des revues électroniques ou sous formats de publication électronique. Lors des deux derniers congrès, de Vienne (Autriche) et Saint Louis (USA), la section de nomenclature de botanique a refusé la publication de noms scientifiques de plantes par des moyens informatiques. Cependant un « comité spécial » de 26 personnes ICBN "Special Committee on Electronic Publication" prépare une nouvelle proposition pour le congrès de 2011 (Melbourne, Australie). La publication électronique permettrait d'accélérer la circulation de l'information botanique nomenclaturale dans le monde, mais il faut encore imaginer un système garantissant que ces publications restent authentifiées, permanentes et non modifiables.